# معبر الخليج التجاري

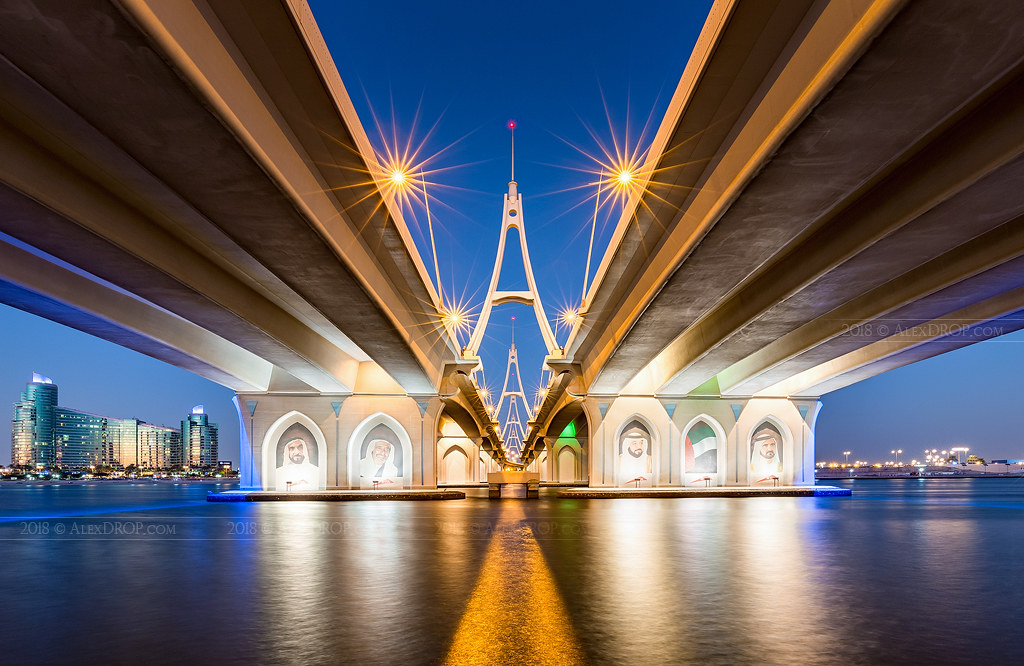

معبر الخليج التجاري (ويعرف أيضاً باسم "جسر راس الخور") هو أحدث الجسور التي بنيت فوق خور دبي ، افتتح أمام حركة المرور في حزيران (يونيو) 2007. ويتكون من 13 مسرباً، ستة منها تتجه من ديرة (دبي) إلى بر دبي، في حين تتجه 7 مسارب من بر دبي إلى الديرة. 

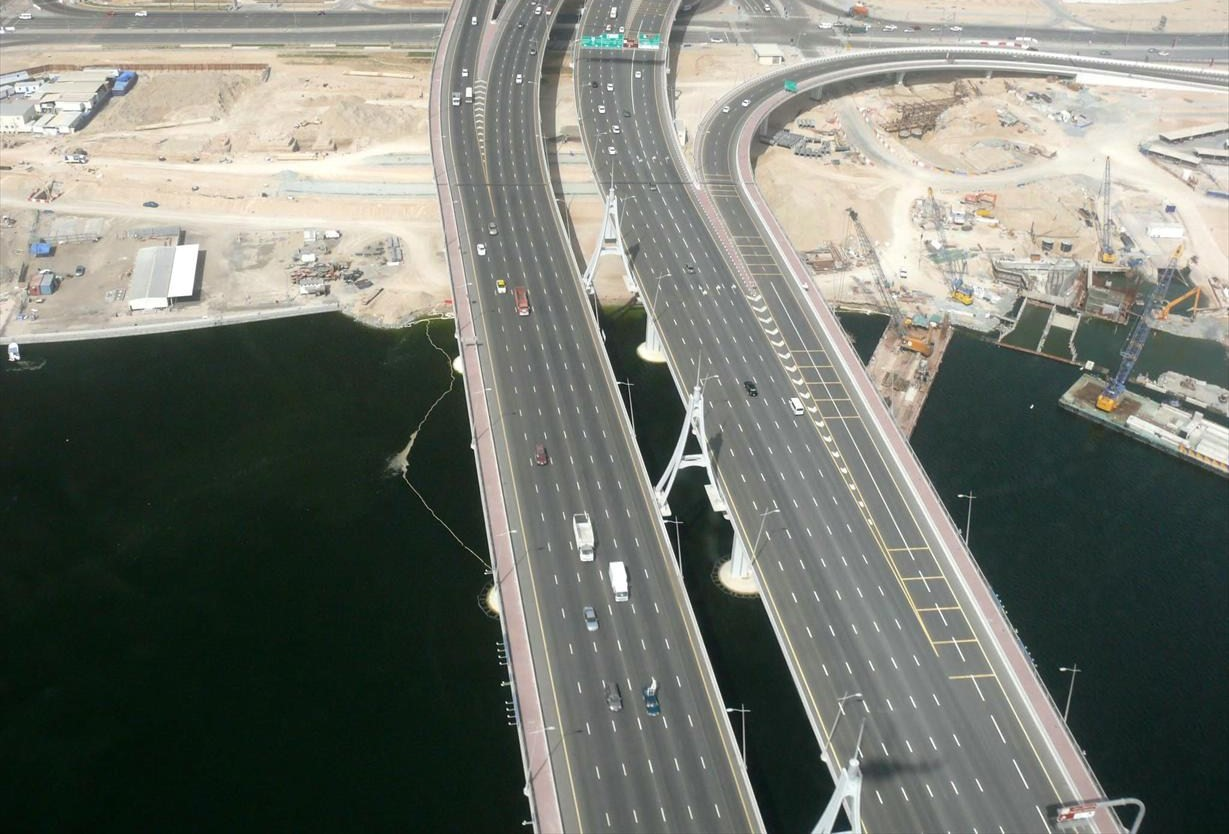

يقع معبر الخليج التجاري على بعد 1.5 كم جنوب جسر القرهود بالقرب من دبي فيستيفال سيتي وقد وفر طريقاً جديدة لسائقي السيارات بين بر دبي وديرة (دبي) إلى الشارقة، بالإضافة إلى شارع الإمارات وشارع الشيخ زايد.
بلغت تكاليف إنشاء الجسر 800 مليون درهم إماراتي، أما طاقته الاستيعابية فتصل إلى 26000 مركبة في الساعة. يبلغ طول الجسر حوالي 1.6 كم وله قناة بحرية عرضها 60 متر وارتقاعها 15 متر. 

## معرض الصور

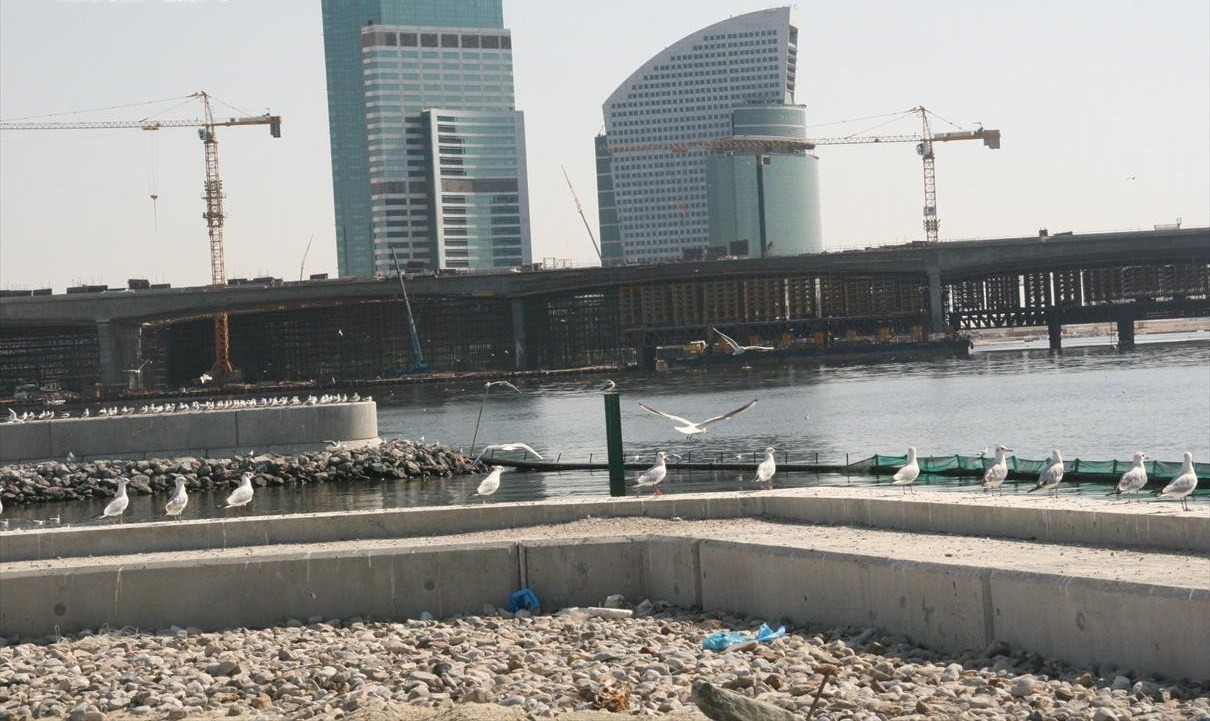
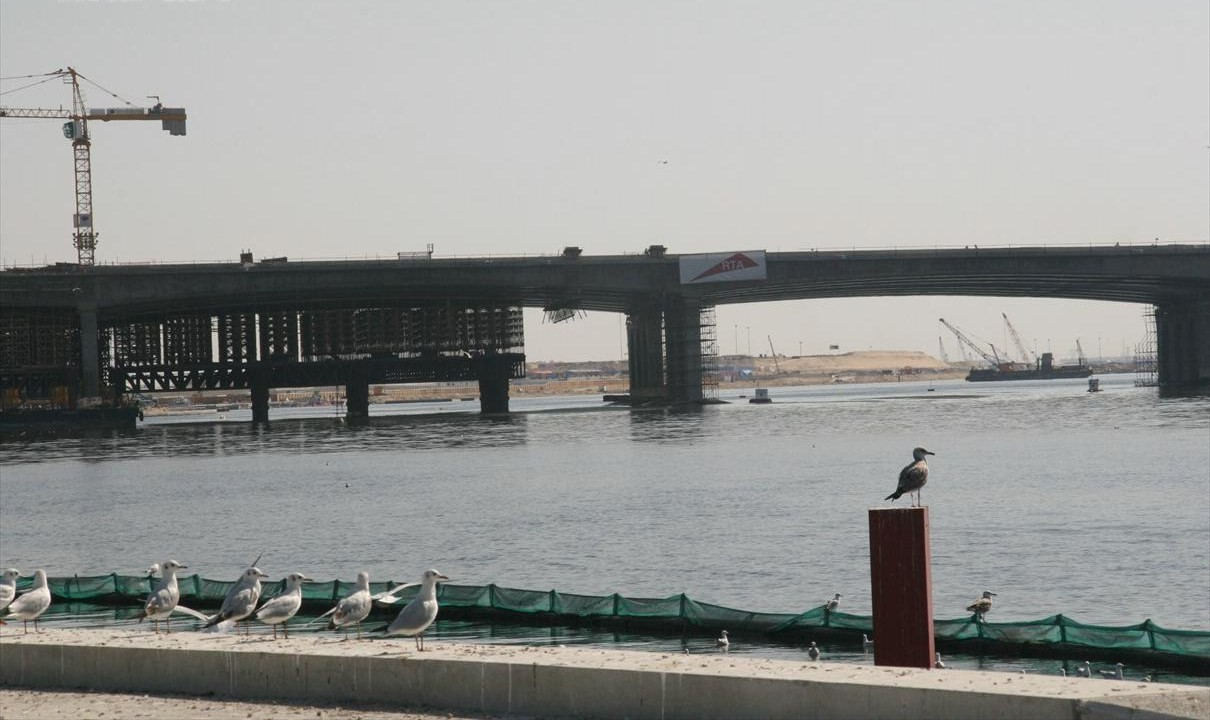
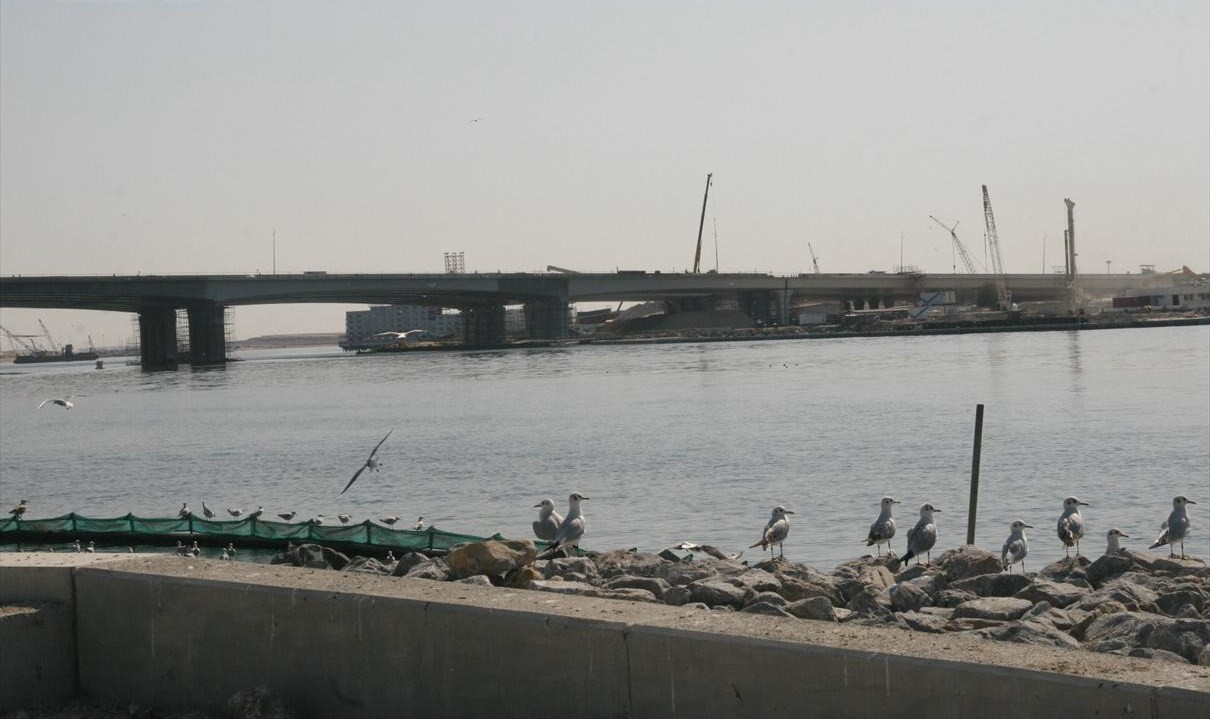
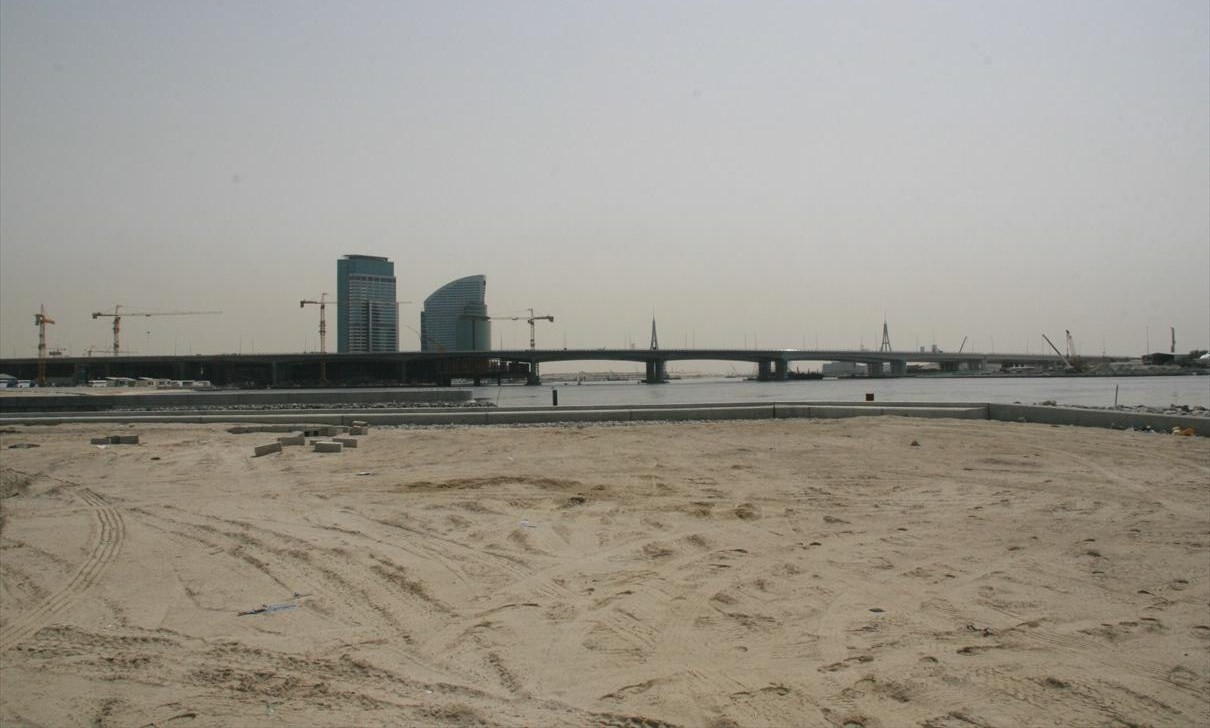
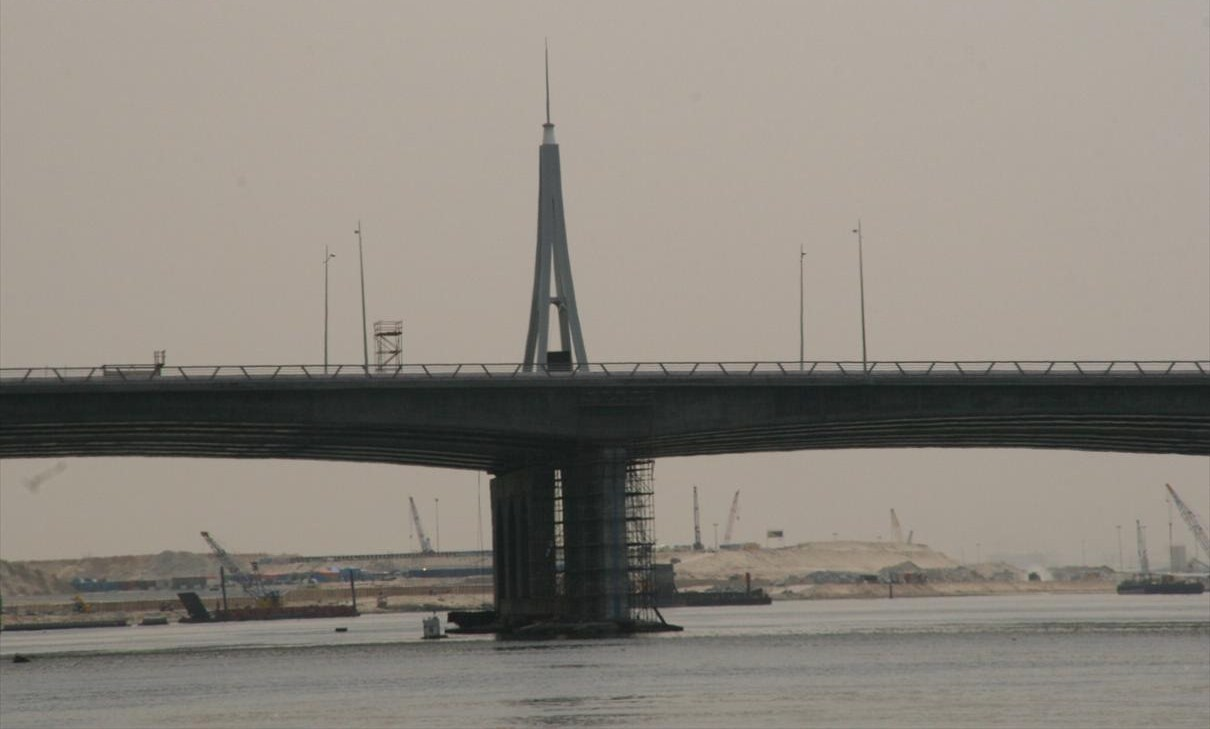
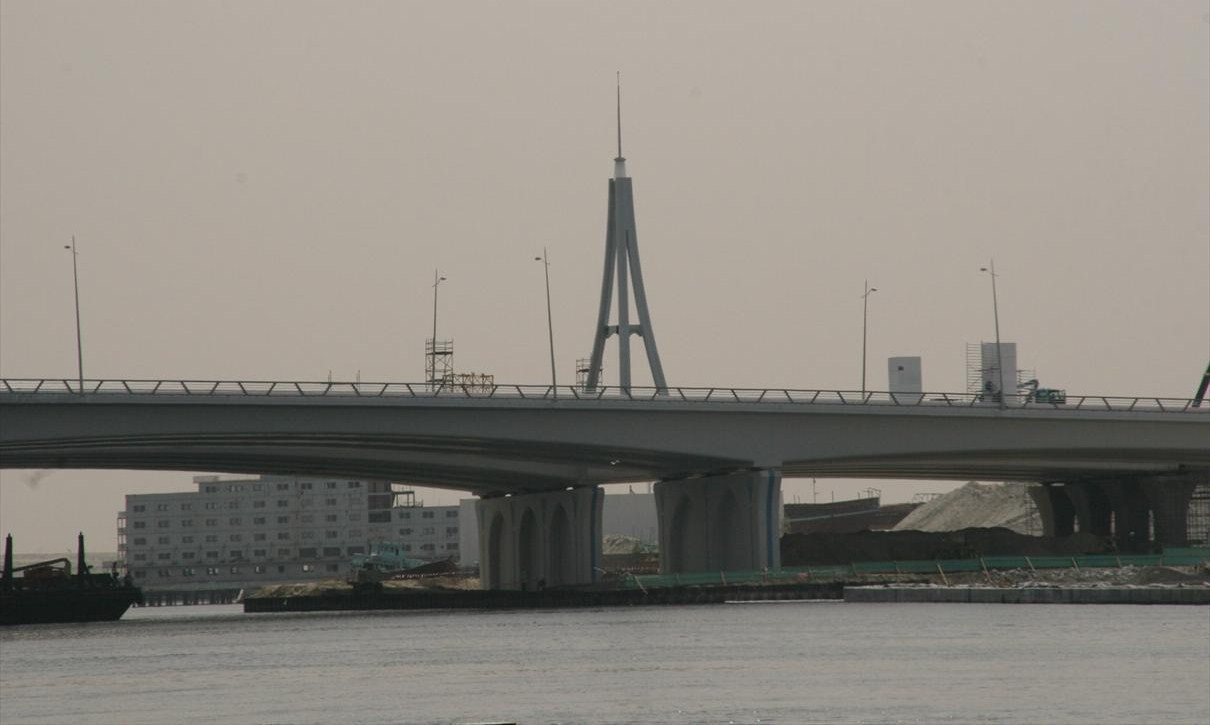
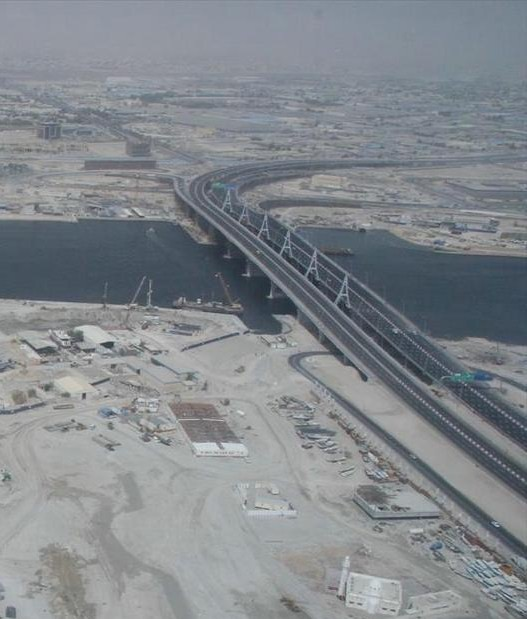
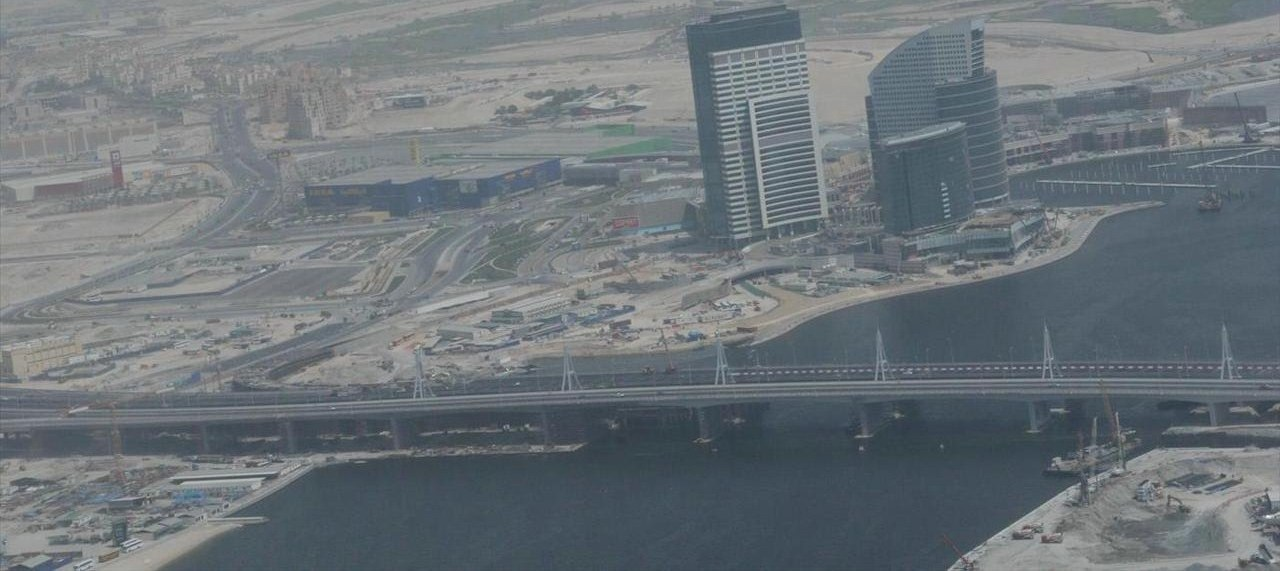
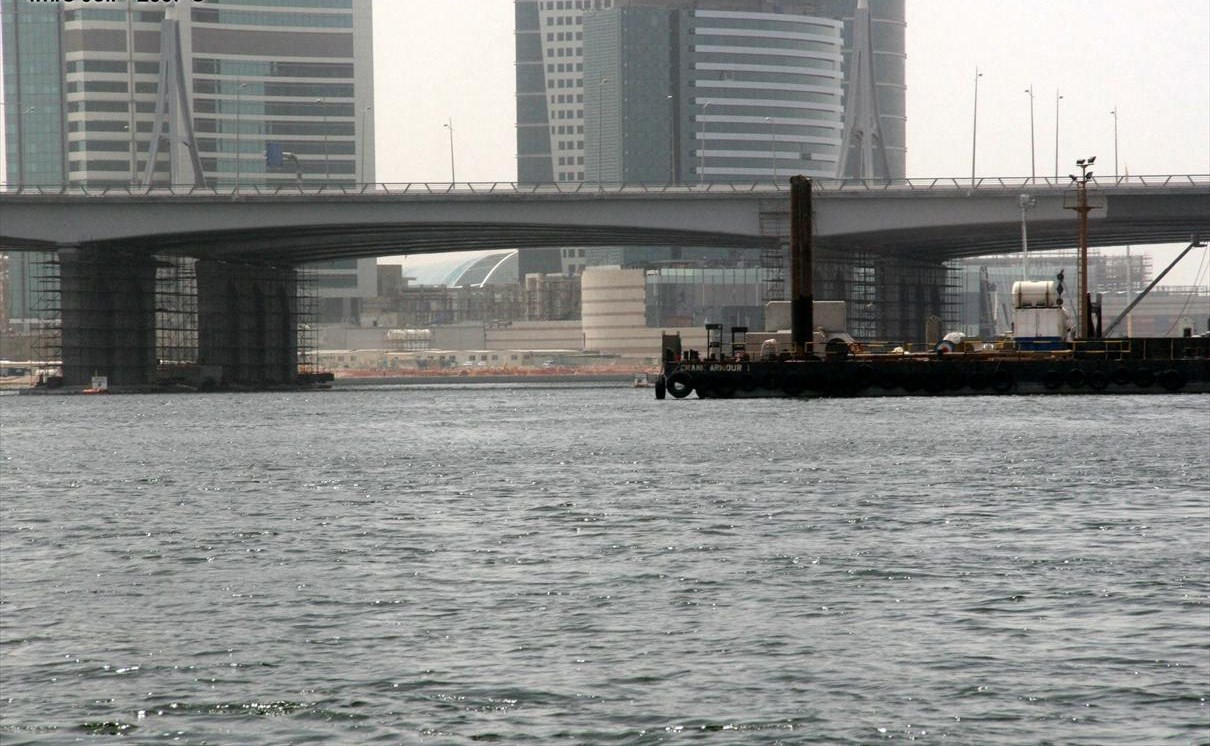

## روابط خارجية
- معلومات إضافية عن معبر الخليج التجاري